# Mohammed Aliyu Datti
Mohammed Aliyu Datti, né le 14 mars 1982 à Makada, est un joueur de football nigérian retraité qui évoluait comme attaquant de pointe. Après être passé notamment par l'AC Milan et le Standard de Liège, il prend sa retraite sportive en juillet 2010 après avoir joué une dernière saison au KFC Dessel Sport, en troisième division belge. Entre 2000 et 2004, il a été trois fois international pour son pays.

## Carrière

### Débuts en Italie
Mohammed Aliyu Datti commence le football au Kaduna United FC. En 1996, alors qu'il n'a encore que quatorze ans, il est remarqué par des recruteurs du Calcio Padoue qui le font venir en Italie et l'intègrent au centre de formation du club. Une légende urbaine circule sur son recrutement. Le président de Padoue, Cesarino Viganò, ne pouvait recruter qu'un seul joueur extra-communautaire et hésitait entre Aliyu Datti et un certain Hashimu Garba. Pour les départager, il les fait jouer une partie de pair et impair, remportée par Aliyu Datti. Il joue quatre morceaux de matches avec l'équipe première en Serie B bien qu'il n'ait pas encore seize ans.
En janvier 1998, il rejoint le Ravenne Calcio. Ce départ libère une place d'extra-communautaire à Padoue et permet le recrutement d'Hashimu Garba, recalé un an plus tôt. En juillet de la même année, Aliyu Datti signe un contrat au grand AC Milan, qui le verse dans son équipe espoir. Néanmoins, il joue deux matches avec les pros et remporte un titre de champion d'Italie en 1999. Barré par une très forte concurrence en attaque, il est prêté en 2000 à l'AC Monza, un club de série B où Milan envoie régulièrement ses jeunes espoirs acquérir de l'expérience. Il est titulaire toute la saison et revient ensuite à Milan. Il ne reçoit jamais sa chance et après un an sans jouer, il est prêté à Sienne pour la saison 2002-2003. Il ne convainc pas son entraîneur et ne dispute que quatre rencontres. Son contrat n'est pas prolongé à Milan et le joueur doit quitter le club. Il choisit de s'expatrier en Belgique, plus précisément au Standard de Liège, un des trois grands clubs traditionnels du championnat.

### Premier passage en Belgique

#### Des débuts prometteurs
En juillet 2003, Mohammed Aliyu Datti découvre un nouveau championnat. Utilisé le plus souvent comme « joker » par son entraîneur Dominique D'Onofrio, il joue un an pour le club liégeois et est repris trois fois en équipe nationale du Nigeria. Malgré cela, il est prêté au RAEC Mons, un autre pensionnaire de Division 1, pour y obtenir plus de temps de jeu. Il y dispute sa saison la plus productive avec quatorze buts en trente rencontres de championnat mais cela ne suffit pas à convaincre la direction du Standard de le conserver. Il s'engage dès le mois d'avril 2005 à La Gantoise, également en première division, qu'il rejoint au début de la saison suivante.

#### Trois échecs successifs et retour au Nigeria
Mohammed Aliyu Datti ne parvient pas à s'imposer dans l'équipe et doit se contenter le plus souvent du banc des réservistes. Après une saison, il peut quitter le club et rejoint Zulte Waregem, récent vainqueur de la Coupe de Belgique. En six mois, il ne joue que des bribes de rencontres et n'inscrit qu'un seul but. Au début du mois de janvier 2007, il retourne à Mons, où il signe un contrat pour deux saisons. Le joueur n'est plus que l'ombre de lui-même et ne trouve pas le chemin des filets durant un an et demi. Son contrat n'étant pas prolongé en juin 2008, il se retrouve sans club et décide alors de rentrer au Nigeria, où il rejoint les rangs des Niger Tornadoes.

### Nouveau passage en Belgique
Après une saison dans son pays natal, Mohammed Aliyu Datti revient en Belgique. Il signe un contrat à Dessel Sport, qui évolue alors en troisième division. Après une saison, il décide de mettre un terme à sa carrière professionnelle.

## Palmarès
- champion d'Italie en 1999 avec l'AC Milan.
- champion d'Italie de Serie B en 2003 avec l'AC Sienne.
- champion de Belgique de Division 3 en 2012 avec Dessel Sport.
- Vainqueur du Tournoi de Viareggio en 1999 avec l'AC Milan (espoirs).

## Statistiques
| Saison                | Club                  | Championnat           | Championnat | Championnat | Coupe(s) nationale(s) | Coupe(s) nationale(s) | Total | Total |
| Saison                | Club                  | Division              | M.          | B.          | M.                    | B.                    | M.    | B.    |
| 1997-1998             | Calcio Padoue         | Division 2            | 4           | 0           | 0                     | 0                     | 4     | 0     |
| 1998-1999             | AC Milan              | Division 1            | 1           | 0           | 0                     | 0                     | 1     | 0     |
| 1999-2000             | AC Milan              | Division 1            | 1           | 0           | 0                     | 0                     | 1     | 0     |
| 2000-2001             | AC Monza              | Division 2            | 26          | 3           | 0                     | 0                     | 26    | 3     |
| 2001-2002             | AC Milan              | Division 1            | 0           | 0           | 0                     | 0                     | 0     | 0     |
| 2002-2003             | AC Sienne             | Division 2            | 4           | 0           | 0                     | 0                     | 4     | 0     |
| 2003-2004             | Standard de Liège     | Division 1            | 28          | 7           | 0                     | 0                     | 28    | 7     |
| 2004-2005             | RAEC Mons             | Division 1            | 30          | 14          | 0                     | 0                     | 30    | 14    |
| 2005-2006             | KAA La Gantoise       | Division 1            | 23          | 2           | 0                     | 0                     | 23    | 2     |
| 2006-2007             | SV Zulte Waregem      | Division 1            | 13          | 1           | 0                     | 0                     | 13    | 1     |
| 2006-2007             | RAEC Mons             | Division 1            | 10          | 0           | 0                     | 0                     | 10    | 0     |
| 2007-2008             | RAEC Mons             | Division 1            | 15          | 0           | 0                     | 0                     | 15    | 0     |
| 2008-2009             | Niger Tornadoes       | Division 1            | 20          | 3           | 0                     | 0                     | 20    | 3     |
| 2009-2010             | KFC Dessel Sport      | Division 3            | 17          | -           | -                     | -                     | 17    | 0     |
| Total sur la carrière | Total sur la carrière | Total sur la carrière | 192         | 30          | 3                     | 0                     | 195   | 30    |